# Megastigmus ater
Megastigmus ater är en stekelart som först beskrevs av Girault 1927.  Megastigmus ater ingår i släktet Megastigmus och familjen gallglanssteklar. Inga underarter finns listade i Catalogue of Life.